# مديرية فيكان
مديرية فيكان هي مديرية في ولاية فهغ بماليزيا . تقع المديرية في شرق فهغ على حدود مديرية كوانتان من الشمال وبحر الصين الجنوبي من الشرق ومديرية ماران في الغرب ومنطقة رومبين في الجنوب.

## التركيبة السكانية
| الجماعات العرقية في فيكان ، تعداد 2010 | الجماعات العرقية في فيكان ، تعداد 2010 | الجماعات العرقية في فيكان ، تعداد 2010 |
| العرق                                  | تعداد السكان                           | نسبة مئوية                             |
| -------------------------------------- | -------------------------------------- | -------------------------------------- |
| شعب الملايو                            | 101953                                 | 96.9٪                                  |
| صينىون                                 | 1،373                                  | 1.3٪                                   |
| هنود                                   | 392                                    | 0.4٪                                   |
| آخرون                                  | 1500                                   | 1.4٪                                   |
| المجموع                                | 105218                                 | 100٪                                   |

## مقاعد البرلمان الاتحادي
ممثل مديرية فيكان في البرلمان الاتحادي:

## التقسيمات الإدارية

خريطة منطقة فيكان.

يوجد في فيكان 11 مقيمًا، وهم:
- فيكان (العاصمة)
- بيبار
- تيماي
- ليبار
- كوالا فهغ
- لانجار
- غانتشونغ
- فهغ توا
- بولاو مانيس
- بولاو روسا
- بينيور

## وصلات خارجية
- الموقع الرسمي لمجلس مديرية فيكان نسخة محفوظة 13 أبريل 2023 على موقع واي باك مشين..